# وزارة الصحة (هونغ كونغ)
قسم الصحة في هونغ كونغ هو المسؤول عن سياسات الرعاية الصحية وتوفير خدمات الرعاية الصحية الأساسية وقد تم تأسيسه في عام 1939. تتم إدارة المستشفيات العامة من قبل هيئة المستشفيات التابعة للقسم. يقدم القسم تقاريره إلى مكتب الصحة.
ويرأس القسم مدير الصحة، وهو المنصب الذي يشغله حالياً الدكتور رونالد لام مان كين.

## روابط خارجية
- الموقع الرسمي